# Katarzynki (województwo lubuskie)
Katarzynki (niem. Neues Vorwerk (Wilde Katharine)) – osada w Polsce położona w województwie lubuskim, w powiecie międzyrzeckim, w gminie Bledzew. Miejscowość wchodzi w skład sołectwa Zemsko.
W latach 1975–1998 miejscowość położona była w województwie gorzowskim.
Niewielka osada położona ok. 6 km na północny wschód od Bledzewa, powstała latach 80. XIX w. jako Zemski Folwark.